# Hans Brachmann (Politiker, 1891)
Hans Brachmann (* 14. Dezember 1891 in Zwentendorf an der Donau; † 19. April 1969 in Tulln an der Donau) war ein österreichischer Politiker der Sozialdemokratischen Arbeiterpartei Österreichs (SDAP).

## Beruflich
Nach dem Besuch der Volksschule in Zwentendorf und der Bürgerschule in Tulln ging Brachmann an das fünfjährige Landeslehrerseminar in Sankt Pölten, welches er mit Matura abschloss. Im Jahr 1914 erlangte er die Lehrbefähigung für den Unterricht an Volksschulen und 1917 schließlich auch die Lehrbefähigung für den Unterricht an Bürgerschulen. Hans Brachmann studierte einige Semester Nationalökonomie an der Niederösterreichischen Lehrerakademie. Im Jahr 1934 erfolgte die Pensionierung Brachmanns.

## Politische Funktionen
Brachmann war Bürgermeister von Zwentendorf. Von 19. Mai 1926 bis 17. Mai 1927 war er Mitglied des Bundesrates und von 18. Mai 1927 bis 17. Februar 1934 Mitglied des Nationalrates in der Ersten Republik. Im Jahr 1945 hatte Brachmann einen Sitz in der provisorischen Niederösterreichischen Landesregierung. Nach dem Zweiten Weltkrieg, von 19. Dezember 1945 bis zum 8. November 1949 war er erneut Mitglied des Nationalrates, diesmal in der Zweiten Republik. Zwischen 1949 und 1957 war Brachmann Abgeordneter zum Niederösterreichischen Landtag und Landesrat.
Weiterhin war er Mitglied des Landesparteivorstands der SPÖ Niederösterreich sowie Mitglied des Bundesparteivorstandes der SPÖ.
Während der Amtszeit von Hans Brachmann als Bürgermeister von Zwentendorf wurde das Rathaus neu erbaut. Vorbild war jenes von Rothenburg ob der Tauber.

## Sonstige Funktionen
Brachmann war Vizepräsident des Niederösterreichischen Landesschulrats.

## Auszeichnungen
- 1955: Großes Silbernes Ehrenzeichen für Verdienste um die Republik Österreich[3]
- 1960: Silbernes Komturkreuz mit dem Stern des Ehrenzeichens für Verdienste um das Bundesland Niederösterreich[4]
- Die Hauptschule von Zwentendorf wird auch als Hans Brachmann-Hauptschule bezeichnet.[5]